# Aspidifrontia semiarcuata
Aspidifrontia semiarcuata är en fjärilsart som beskrevs av Emilio Berio 1973. Aspidifrontia semiarcuata ingår i släktet Aspidifrontia och familjen nattflyn. Inga underarter finns listade i Catalogue of Life.